# Батрес, Карлос
Ка́рлос Ба́трес (исп. Carlos Alberto Batres González; род. 2 апреля 1968, Гватемала) — гватемальский футбольный судья. Владеет испанским и английским языками. Судья ФИФА, судит международные матчи с 1996 года. Один из судей розыгрыша финальной стадии чемпионата мира 2002 в Корее и Японии и чемпионата мира 2010 в ЮАР.
В 2005 году являясь судьёй матча Центральноамериканского кубка чемпионов, между клубами «Олимпия» (Гондурас) и «ФАС» (Сальвадор) удалил с поля пять футболистов гондурасского клуба и тренера сальвадорцев, после чего игра была прекращена из-за недостаточного количества игроков у «Олимпии».